# リュウタン

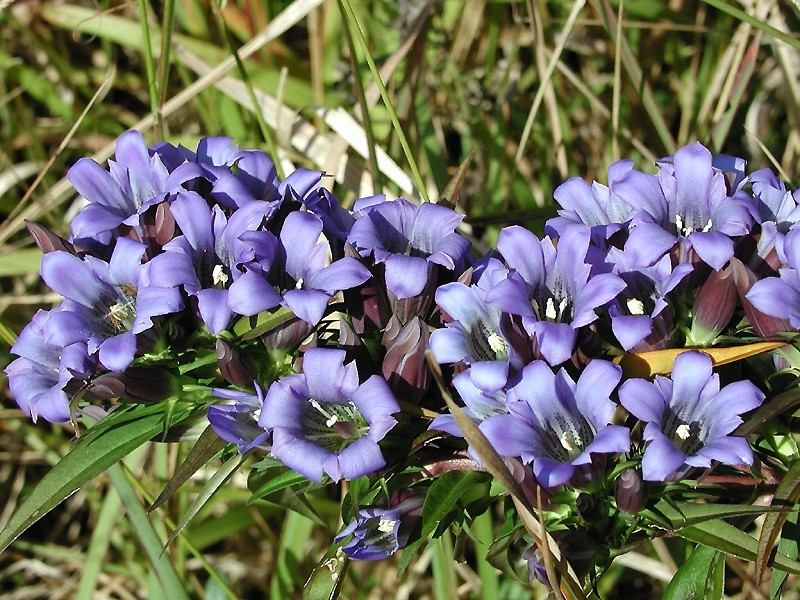
リンドウ

リュウタン（竜胆・龍胆）は、生薬の1種である。日本薬局方に収録されている。リンドウ属 Gentianaの数種の根から作られる。
原料種には、日本薬局方（第十七改正）によると
- トウリンドウ G. scabra
- G. manshurica
- G. triflora

の3種が認められている。日本ではトウリンドウの1変種リンドウ G. scabra var. buergeriが知られる。
苦味健胃作用がある。竜胆を含む漢方方剤には竜胆瀉肝湯（りゅうたんしゃかんとう）、立効散（りっこうさん）などがある。この苦味は強く、「まるで竜の胆（きも）のようだ」というところから「竜胆（りんどう）」と名づけられたといわれている。
なお、近縁種の生薬としてGentiana luteaの根のゲンチアナがある。